# Akio Suzuki
Pour les articles homonymes, voir Suzuki (homonymie).
Ne doit pas être confondu avec Akiko Suzuki.
Akio Suzuki (鈴木 昭男, Suzuki Akio), né en 1941 à Heijō (protectorat de Corée, Empire du Japon, aujourd'hui Pyongyang, en Corée du Nord), est un pionnier japonais de l'art sonore.

## Biographie et travail
Akio Suzuki naît de parents japonais en 1941 à Pyongyang, alors appelé Heijō. Alors qu'il a quatre ans, sa famille retourne au Japon près de Nagoya dans la préfecture d'Aichi, où Akio Suzuki grandit. Après des études d'architecture, il s'intéresse de plus en plus au son, développe ses propres instruments (connus sous le nom d'Analapos) et utilise des objets trouvés et sa propre voix pour créer des tons et des espaces sonores. Suzuki réalise la performance Analapos en 1987 à la documenta 8 à Cassel. Un thème central et une base de ses œuvres est la fascination de Suzuki pour l'écho en tant que phénomène naturel qui fait que le passé devient le présent.
Une œuvre bien connue d'Akio Suzuki est l'Otodate (点音, Oto-date), mot japonais composé des caractères "ton / son" et "point". Il est également traduit par un "point d'écho". Suzuki visite Berlin et Bonn après la délocalisation progressive du siège du gouvernement allemand, provoquée par la décision du Hauptstadtbeschluss. Fasciné par les espaces urbains acoustiquement nouveaux, la vacance de quartiers entiers à Bonn et la construction rapide de bâtiments à Berlin à l'aide d'un nombre impressionnant de grues de construction, Akio Suzuki développe le concept d'Otodate et trouve en 1996, pour le Festival Sonambiente (commissaire : Matthias Osterwold (de)) 25 points d'écho sur l'île aux Musées à Berlin. Un symbole blanc sur le trottoir de la rue indique un total de 22 points d'écho à Bonn, invitant les visiteurs à s'y tenir pendant un certain temps et à percevoir consciemment l'environnement dans leur qualité tonale.
Le point d'écho est figuré par un cercle dans lequel figure le dessin d'une oreille et d'une empreinte de pied, le tout peint en blanc.

## Quelquesoto-date
- 2002 : oto-date, The Landscape of Tamsuei, the City Encounters the River, Chu-wei[4], Taïwan
- 2013 : oto-date à Brussels, Tuned City, Bruxelles, Belgique
- 2014 : oto-date à Courtrai, Flanders Festival, Courtrai, Belgique

## Discographie
Albums
- 1994 : Stone
- 2003 : Mogari III
- 2004 : Breath Taking avec David Toop
- 2013 : Boombana Echoes avec Lawrence English
- 2014 : Dancing Cat
- 2014 : ma ta ta bi avec Aki Onda
- 2018 : ke i te ki avec Aki Onda